# 碟斗青冈
碟斗青冈（学名：Cyclobalanopsis disciformis）为壳斗科青冈属下的一个种。